# Paolo Espino
Paolo Alesandro Espino Alonso (nacido el 10 de enero de 1987) es un lanzador de béisbol profesional panameño de la organización de los Toronto Blue Jays. jugó en las Grandes Ligas de Béisbol (MLB) para los Cerveceros de Milwaukee, los Rangers de Texas y los Nacionales de Washington.

## Carrera

### Cleveland Guardians
Espino asistió a la escuela Pendleton en Bradenton, Florida. Los Indios de Cleveland lo seleccionaron en la décima ronda del draft de 2006 de las Grandes Ligas. Espino comenzó su carrera profesional en 2007 con los Capitanes del Condado de Lake Single-A. Dividió la temporada 2008 entre Lake County y los avanzados Kinston Indians Single-A, registrando una efectividad de 5.54 con 68 ponches entre los dos equipos. En 2009, Espino apareció con Lake County, Kinston y Double-A Akron Eros, logrando un récord de 11-8 y una efectividad de 3.01 en 28 juegos entre los tres clubes. En 2010, Espino pasó la mayor parte de la temporada en Akron, pero también apareció en 7 juegos para los Columbus Clippers Triple-A. Espino dividió la temporada 2011 entre Columbus y Akron, lanzando con una efectividad acumulada de 2.77 y un récord de 8-1. Pasó la temporada 2012 en Akron, con la excepción de 2 partidos jugados para Columbus, registrando una efectividad de 3.29 y un récord de 7-4 entre los dos. En 2013, pasó su cuarto año consecutivo dividido entre Columbus y Akron, lanzando con un récord de 6-11 y efectividad de 4.72 con 141 ponches. El 4 de noviembre de 2013, Espino eligió la agencia libre.

### Chicago Cubs
El 18 de noviembre de 2013, Espino firmó un contrato de ligas menores con la organización de los Cachorros de Chicago. Espino fue liberado por los Cachorros antes de que comenzara la temporada el 27 de marzo de 2014.

### Washington Nationals
El 10 de abril de 2014, Espino firmó un contrato de ligas menores con la organización de los Nacionales de Washington y fue asignado a los Senadores de Harrisburg Doble-A para comenzar la temporada. Pasó la temporada en Harrisburg, haciendo una apertura para los Syracuse Chiefs Triple-A en el camino, registrando una efectividad acumulada de 3.84 y un récord de 6-5. Pasó la mayor parte de la temporada 2015 con Syracuse, apareciendo también en 8 juegos para Harrisburg, lanzando con una efectividad de 3.47 con 120 ponches. Espino fue invitado a los entrenamientos de primavera con los Nacionales en 2016. Sin embargo, no llegó al club de Grandes Ligas y fue asignado a Syracuse, donde lanzó con un récord de 8-11 y una efectividad de 3.30 en 26 juegos. El 7 de noviembre de 2016, Espino eligió la agencia libre.

### Milwaukee Brewers
El 10 de noviembre de 2016, Espino firmó un contrato de ligas menores con los Cerveceros de Milwaukee El 19 de mayo de 2017, los Cerveceros seleccionaron el contrato de Espino para la lista activa. Espino hizo su debut en las Grandes Ligas con los Cerveceros ese día contra los Cachorros de Chicago  Espino fue designado para asignación por los Cerveceros el 23 de agosto de 2017, para hacer espacio en la lista de 40 hombres para Aaron Brooks, quien fue reclamado de los waivers. En 17,2 entradas para los Cerveceros en 2017, Espino permitió 12 carreras limpias y anotó 13 ponches.

### Texas Rangers
Fue traspasado a los Rangers el 26 de agosto de 2017 por consideraciones de efectivo y fue asignado al Triple-A Round Rock Express. Lanzó 6.1 entradas para Texas en 2017, permitiendo 3 carreras limpias y logrando 7 ponches. El 10 de octubre de 2017, Espino fue eliminado de la lista de 40 hombres. Eligió la agencia libre el 6 de noviembre de 2017. El 22 de diciembre de 2017, Espino volvió a firmar con los Rangers con un contrato de ligas menores. Fue puesto en libertad el 19 de abril de 2018.

### Milwaukee Brewers
El 1 de mayo de 2018, Espino firmó un contrato de ligas menores con los Cerveceros de Milwaukee. Pasó el resto de la temporada con los Colorado Springs Sky Sox Triple-A antes de elegir la agencia libre el 2 de noviembre de 2018 

### Washington Nationals
El 15 de enero de 2019, Espino firmó un contrato de ligas menores con los Nacionales de Washington. Fue asignado a los Fresno Grizzlies Triple-A para comenzar la temporada 2019, donde pasó todo el año. En 17 aperturas, logró un récord de 8-4 y una efectividad de 5.65 con 93 ponches. En 2020, fue invitado a los entrenamientos de primavera con los Nacionales y fue agregado a su grupo inicial de jugadores de 60 hombres. El 21 de septiembre de 2020, Espino fue seleccionado para las listas activas y de 40 hombres. En 2020 para los Nacionales, Espino apareció en 2 juegos, permitiendo 3 carreras limpias en 6.0 entradas con 7 ponches. Espino pasó a las ligas menores el 9 de octubre de 2020 y eligió la agencia libre al día siguiente. Espino volvió a firmar con los Nacionales con un contrato de ligas menores el 2 de noviembre de 2020. El 18 de abril de 2021, Espino fue seleccionado para la lista activa después de que Stephen Strasburg fuera colocado en la lista de lesionados  El 16 de junio de 2021, Espino ganó su primer partido de Grandes Ligas, lanzando cinco entradas en blanco en la victoria por 3-1 sobre los Piratas de Pittsburgh . El 23 de junio, obtuvo su primer salvamento en las Grandes Ligas al lanzar una parte baja de la novena entrada sin anotaciones en la victoria por 13-12 contra los Filis de Filadelfia . Terminó el año apareciendo en 35 juegos, siendo titular en 19 y registrando un récord de 5-5 y una efectividad de 4.27 con 92 ponches en 109.2 entradas lanzadas. En 2022, Espino apareció en 42 juegos, 19 como titular, para los Nacionales. Lanzó con récord de 0-9 y efectividad de 4.84 con 92 ponches en 113.1 entradas de trabajo. Espino fue transferido a Triple-A Rochester Red Wings para comenzar la temporada 2023. Solo hizo 3 apariciones para Washington, permitiendo la friolera de 11 carreras, 14 hits y 3 bases por bolas con 3 ponches en 4.0 entradas de trabajo. Espino fue liberado por los Nacionales el 6 de agosto de 2023.

### Toronto Blue Jays
El 24 de diciembre de 2023, Espino firmó un contrato de ligas menores con los Toronto Blue Jays.

## Personal
El primo de Espino, Dámaso Espino, es un exjugador de béisbol profesional. Los dos estaban en el roster de Panamá para el Clásico Mundial de Béisbol de 2009.

## Selección nacional
Fue seleccionado con la selección nacional de béisbol de Panamá en el Clásico Mundial de Béisbol 2006 y el Clásico Mundial de Béisbol 2009.